# Alexander Mac Leod
Pour les articles homonymes, voir Mac Leod.
Alexander Mac Leod, né le 17 janvier 1796 à Carnoustie en Écosse et mort le 27 septembre 1871 à Drummondville, est un député-shérif du Niagara District (en) écossais. 
Il a été impliqué dans une affaire juridico-diplomatique retentissante lors de la rébellion du Haut-Canada.

## Biographie
Mac Leod prend part aux guerres napoléoniennes dans les rangs de l'armée britannique. Il émigre au Haut-Canada au début des années 1820 et se lance sans grand succès dans le commerce d'épicerie. Il travaille ensuite à New-York et, en 1837, devient shérif adjoint pour le district de Niagara. Il est alors confronté à la gestion de la problématique du steamer Caroline où se sont réfugiés des patriotes canadiens. Avec Andrew Drew et Allan Napier Mac Nab, ils font évacuer le navire et décide de l'incendier. Or, un Américain reste à bord et périt dans l'incendie. Arrêté en 1841 et accusé de meurtre, il est acquitté en 1842, de nouveau arrêté et de nouveau acquitté. L'incident diplomatique entre la Grande-Bretagne et les États-Unis est alors retentissant et la guerre évitée de peu. 
À la suite d'une hémorragie cérébrale, Mac Leod meurt sénile en 1871 à Drummondville. 
Jules Verne dans son roman Famille-Sans-Nom amplifie son rôle dans l'affaire de la Caroline en écrivant qu'il fit égorger les survivants (partie 2, chapitre XIII).